# Dodge Nitro
Dodge Nitro – samochód osobowy typu SUV klasy średniej produkowany pod amerykańską marką Dodge w latach 2006 – 2011.

## Historia i opis modelu

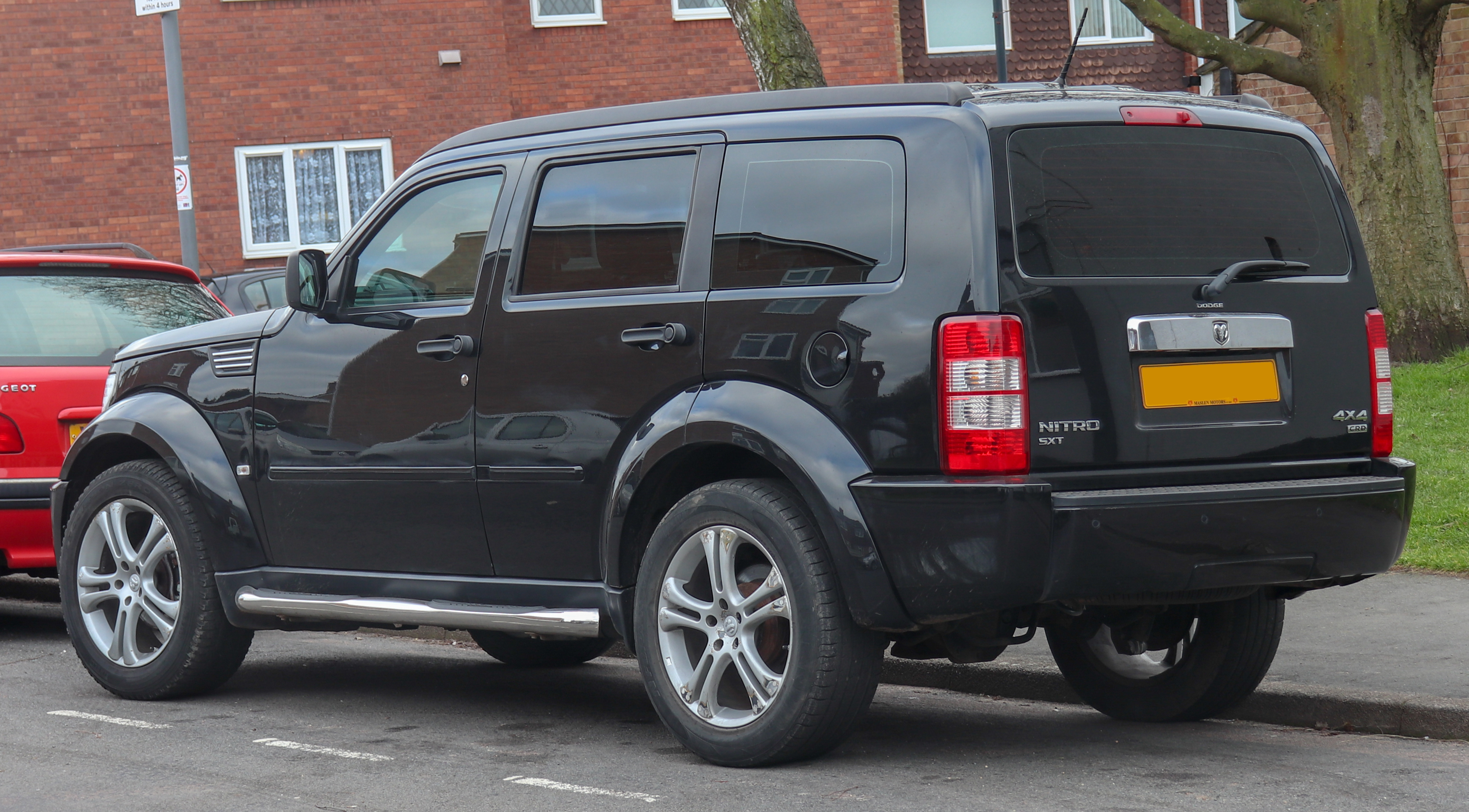
Dodge Nitro - tył

Zapowiedzią średniej wielkości SUV-a plasującego się w ofercie poniżej Durango był prototyp Dodge M80, który został zaprezentowany w 2002 roku. Trzy lata później przedstawiono seryjną wersję o nazwie Nitro na salonie samochodowym w Chicago. Samochód trafił do sprzedaży nie tylko na rynku amerykańskim, ale także i europejskim oraz australijskim w 2007 roku.
Konstrukcja modelu oparta jest na tej samej płycie podłogowej co bliźniaczy model Jeep Cherokee. Dodge Nitro posiadał napęd na tylne koła lub na cztery koła. Produkcję zakończono w 2011 roku bez prezentacji następcy. Wyprodukowano 178 957 sztuk.

### 3.7 V6
- V6 3,7 l (3700 cm³), 2 zawory na cylinder, SOHC
- Układ zasilania: wtrysk EFi
- Średnica cylindra × skok tłoka: 93,00 mm × 90,80 mm
- Stopień sprężania: 9,7:1
- Moc maksymalna: 205 KM (151 kW) przy 5200 obr./min
- Maksymalny moment obrotowy: 314 N•m przy 4000 obr./min
- Przyspieszenie 0-100 km/h: 10,3 s
- Prędkość maksymalna: 190 km/h
- Średnie zużycie paliwa: 12,1 l / 100 km

### 4.0 V6
- V6 4,0 l (3952 cm³), 2 zawory na cylinder, SOHC
- Układ zasilania: wtrysk EFi
- Średnica cylindra × skok tłoka: 96,00 mm × 91,00 mm
- Stopień sprężania: 10,3:1
- Moc maksymalna: 260 KM (191 kW) przy 6000 obr./min
- Maksymalny moment obrotowy: 360 N•m przy 4000 obr./min
- Przyspieszenie 0-100 km/h: 8,5 s
- Prędkość maksymalna: 202 km/h
- Średnie zużycie paliwa: 11,3 l / 100 km